# Oswald Pickel
Oswald Peter Pickel (* 28. März 1896 in Triest; † 21. Juni 1980 in Schrobenhausen) war ein österreichisch-deutsch-italienischer Maler.

## Leben
Pickel war das zweite von acht Kindern des Kaufmanns Peter M. Pickel (1859–1939) und dessen Ehefrau Maria, geborene Turner (1870–1950). Er durchlief nach dem Besuch des k.u.k.-Gymnasiums (1906/14) 1915 in Triest eine militärische Ausbildung beim Triestiner Regiment 97 und war Kriegsteilnehmer an den Isonzo-Schlachten I-III und an der russischen Front, zuletzt als mehrfach dekorierter Leutnant der k.u.k. Armee.
Nach dem Krieg wurde er als gebürtiger Triestiner automatisch italienischer Staatsangehöriger. 1920/24 studierte er an der Universität Wien Philosophie und Kunstwissenschaft und machte gleichzeitig an der Kunstakademie Wien eine Ausbildung als Kunstmaler. Von 1924 bis 1939 arbeitete er als freischaffender Künstler in Triest, bis er 1940 gegen seinen Willen zum Wehrdienst in der italienischen Armee eingezogen wurde. 1941/42 arbeitete er als Angestellter in Berlin. Von 1943 bis 1945 wurde er als Volksdeutscher zur deutschen Wehrmacht eingezogen und vor allem in Italien eingesetzt, zuletzt als Hauptmann und Kompaniechef in Noceto.
Nach der amerikanischen Kriegsgefangenschaft in Pisa lebte er von 1946 bis 1965 in Trebesing und von 1965 bis 1980 in Schrobenhausen als freischaffender Künstler, wo er 1980 starb und begraben wurde. Vor allem in den Schaffensperioden 1924/39, 1946/65 und 1965/80 entstanden eine Vielzahl naturalistischer Porträts, Landschaftsbilder und Stillleben (und Genrebilder). Gemälde und Zeichnungen befinden sich heute u. a. in der Graphischen Sammlung der Albertina, im Museo Revoltella in Triest, in der Kärntner Landesgalerie, im Kunstverein der Stadt Schrobenhausen und im Saarlandmuseum. Die meisten seiner Werke befinden sich in Privatbesitz in Kärnten, Triest, Bayern, dem Saarland, Rheinland-Pfalz, Argentinien und in den USA.